# Acridomyia sacharovi
Acridomyia sacharovi är en tvåvingeart som beskrevs av Stackelberg 1929. Acridomyia sacharovi ingår i släktet Acridomyia och familjen blomsterflugor. Inga underarter finns listade i Catalogue of Life.